# François-Nicolas Vincent

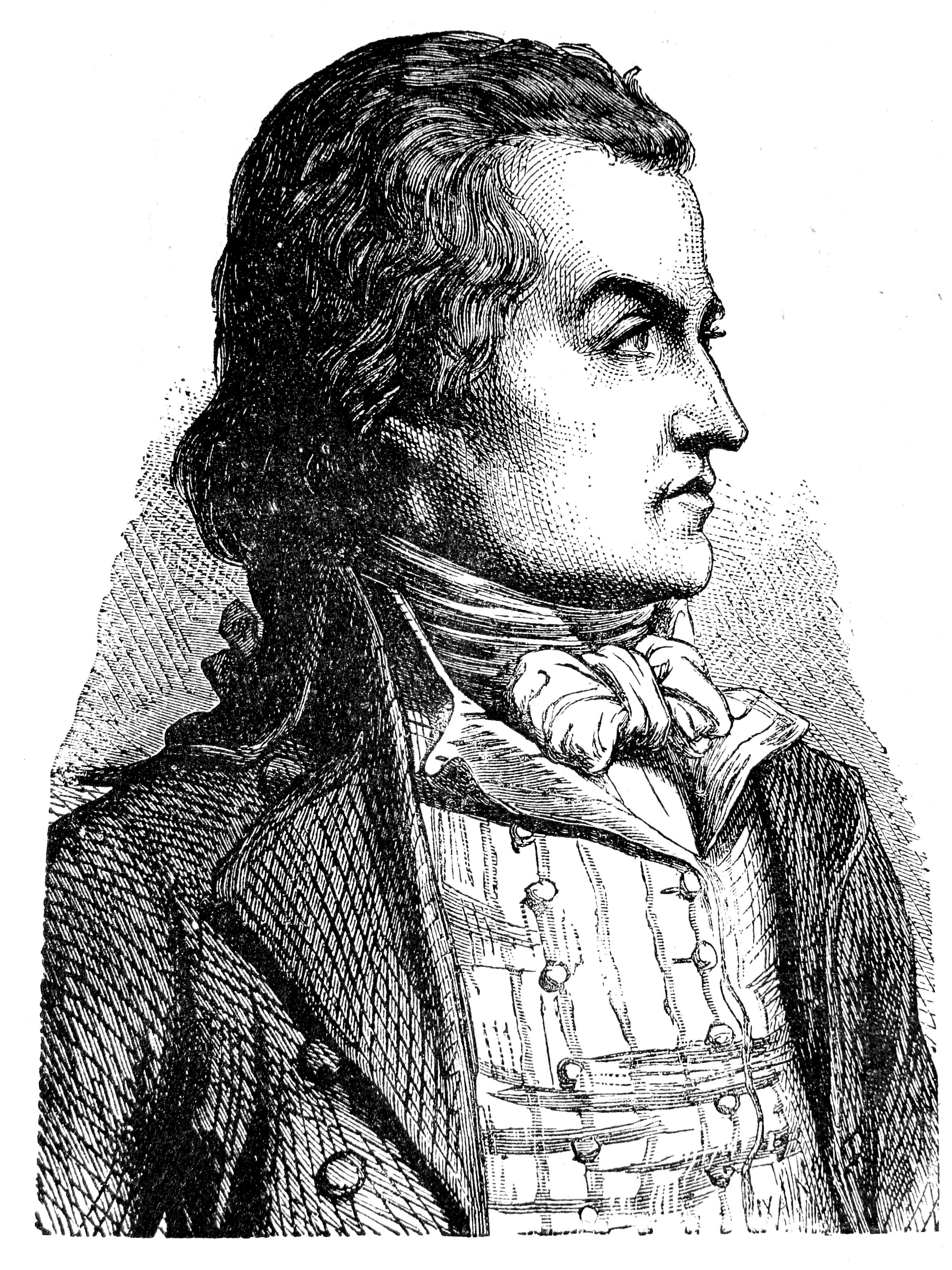
François-Nicolas Vincent (Album du Centenaire)

François-Nicolas Vincent (* 1767 in Paris; † 24. März 1794) war Generalsekretär des französischen Kriegsministeriums während der Ersten Französischen Republik und prominentes Mitglied der Cordeliers.

## Leben
Geboren wurde Vincent als Sohn eines Pariser Gefängniswärters. Nachdem er mehrere Jahre als Angestellter eines Anwalts gearbeitet hatte, gehörte er während der französischen Revolution zu den ersten Cordeliers und nahm dort früh die Stelle eines Sekretärs ein. Er schloss sich der radikalen Faktion der Hébertisten an. Nach dem Tuileriensturm am 10. August 1792 ersetzte er Fabre d’Églantine in der Pariser Stadtverwaltung; dieser wechselte in den Nationalkonvent.
Im Jahr 1793 wurde er Generalsekretär im Kriegsministerium unter dem „Sansculottenminister“ Jean Baptiste Noël Bouchotte. Als sich im Dezember 1793 der Kampf zwischen radikalen Hébertisten und gemäßigten Dantonisten zuspitzte, wurde Vincent zusammen mit Ronsin von Fabre vor dem Konvent angeklagt und verhaftet, ohne dass der Wohlfahrtsausschuss noch der Sicherheitsausschuss konsultiert worden waren. Da kurz darauf die Dantonisten belastendes Material publik machten und sich im Wohlfahrtsausschuss wieder die Waagschale den Ultras zuneigte, wurde Vincent am 2. Februar wieder freigelassen. Von ihm aufgestachelt, forderten die Cordeliers eine „Vernichtung der unreinen Überbleibsel des Sumpfes“, womit insbesondere überlebende Girondisten und gemäßigte Konventsmitglieder gemeint waren, Sprachrohr war der von Hébert herausgegebene „Le père Duchesne“.
Die unnachgiebige Haltung der Hébertisten veranlasste die bedrängte Revolutionsregierung zu deren Verhaftung; Vincent wurde zusammen mit den anderen führenden Cordeliers verhaftet und vom Revolutionstribunal zum Tode verurteilt. Sein Kopf fiel am 24. März unter der Guillotine.